# ستيفان آشي
ستيفان آشي (بالفرنسية: Stéphane Achy)‏ هو لاعب كرة قدم غابوني في مركز الوسط، ولد في 11 يوليو 1988 في ليبرفيل في الغابون. شارك مع منتخب الغابون لكرة القدم. أما مع النوادي، فقد لعب مع نادي ليبرفيل ونادي مانغاسبورت ونادي ميسيل.

## وصلات خارجية
- ستيفان آشي على موقع ناشيونال فوتبول تيمز (الإنجليزية)